# Leopold Bleibtreu
Johann Leopold Bleibtreu (* 23. März 1777 in Neuwied; † 11. September 1839 im Kloster Pützchen, Bonn) war ein deutscher Bergwerks- und Fabrikbesitzer und Gründer der Alaunhütte auf der Holtorfer Hardt.

## Familie
Leopold Bleibtreu war ein Sohn von Carl Philipp Bleibtreu (1746–1812) und der Sara geb. Bolckhaus, Tochter des Kölner Kaufmanns Jacob Bolckhaus. Sein älterer Bruder Abraham Bleibtreu (1775–1852) wurde ebenfalls Bergbauunternehmer und Bergmeister. Ihr Vater Carl Philipp übernahm mit seinem Bruder 1773 eine Woll- und Baumwollspinnerei in Neuwied, wo die Familie seit 1752 ansässig war. Carl Philipp Bleibtreu wurde 1784 Fürstlich Wiedischer Kammerrat.
Leopold Bleibtreu heiratete am 6. März 1807 Anna Maria Ackermann. Von ihren 12 gemeinsamen Kindern wurde der Sohn Hermann (1821–1881) bekannt, der Chemiker und Erfinder des deutschen Portlandzements war.

## Leben

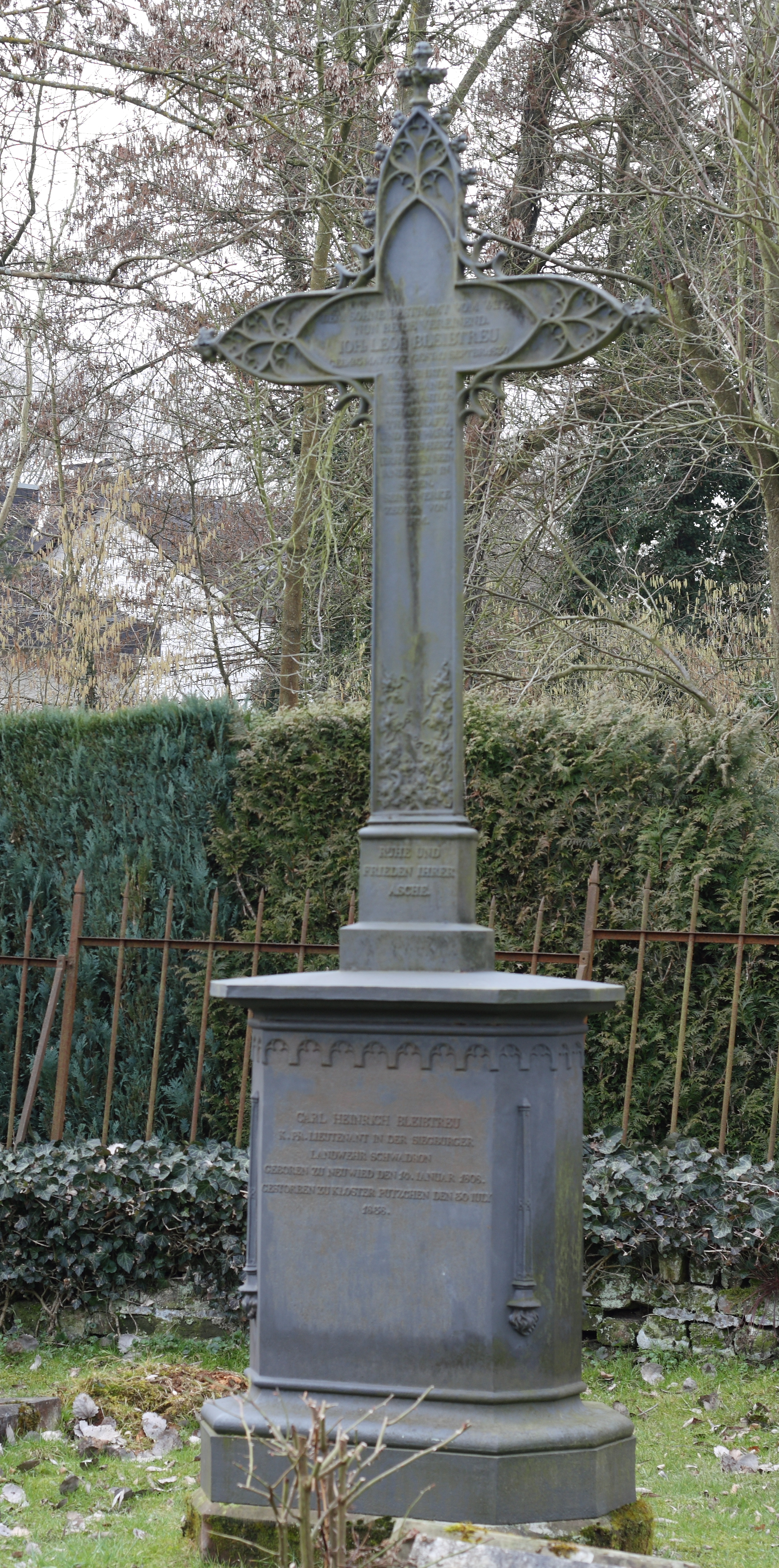
Kreuz zur Erinnerung an Leopold Bleibtreu und seinen Sohn Carl Bleibtreu auf dem Evangelischen Friedhof in Holzlar

Zunächst arbeitete Leopold Bleibtreu bei seinem Vater in Neuwied und 1799 wurde er Leiter der Rheinbreitbacher Erzbergwerke, die sein Vater und dessen Schwager Bolckhaus 1797 gekauft hatten. Unter seiner Leitung wurde eine Knappschaftskasse eingeführt und die ärztliche Versorgung der Bergleute gewährleistet. 1803 wurde Leopold Bleibtreu erster Bergmeister des neu geschaffenen Bergamtes in Linz. Sein Bruder Abraham Bleibtreu (1775–1852) übernahm seine bisherige Stelle als Leiter der familieneigenen Bergwerke.
1806 gründete Leopold Bleibtreu mit dem Kölner Alaunhandelshaus Löhnis ein gemeinsames Unternehmen, das 1809 eine Alaunhütte bei Holzlar errichtete. In den Folgejahren wurden unter dem Namen „Leopold Bleibtreu und Consorten“ immer mehr Alaunhütten und Gruben zusammengeschlossen. 1813 beteiligte er sich als Leiter der Abteilung Vilich am „Landsturm vom Siebengebirge“ zum Schutz vor Marodeuren und übernahm 1814 zum gleichen Zweck die Polizeigewalt in Bonn; im Auftrag des Generalgouverneurs des Bergischen Landes Justus von Gruner reiste er in militärischen und Bergwerksangelegenheiten ins Saarland, wo er sich intensiv und letztlich erfolgreich dafür einsetzte, dass das Saarland im Zweiten Pariser Frieden zu Preußen kam. 1830 gründete Leopold Bleibtreu das Gut Großenbusch, das die Familie und einen Teil der Belegschaft mit Lebensmitteln versorgte.
Leopold Bleibtreu war Freimaurer und Mitglied des Illuminatenordens in Neuwied sowie Mitglied mehrerer landwirtschaftlicher, naturforschender und mineralogischer Gesellschaften. Er war Inhaber der russischen Medaille am Georgenband in Gold.
Leopold Bleibtreu starb 1839 und wurde auf dem Evangelischen Friedhof in Holzlar bestattet, wo heute noch ein gusseisernes Kreuz an ihn und seinen Sohn Carl erinnert.

## Werke
- Denkwürdigkeiten aus den Kriegsbegebenheiten bei Neuwied von 1792 bis 1797 in übersichtlichem Zusammenhang mit gleichzeitigen Kriegsereignissen in den Rhein- und Niederlanden..., Verlag Georgi, Bonn 1834 (Digitalisierte Ausgabe der Universitäts- und Landesbibliothek Düsseldorf)
- Das Rheinland im Zeitalter der Französischen Revolution, Verlag Röhrscheid, Bonn 1988, erweiterter Nachdruck der Erstausgabe von 1834.

## Auszeichnungen und Ehrungen
- Große goldene Medaille der Tapferkeit am St. Georgenbande
- In Niederholtorf wurde eine Straße nach Leopold Bleibtreu benannt.